# Nébiélianayou
Nebielianayou là một tổng thuộc  Sissili (tỉnh) ở phía nam Burkina Faso. Thủ phủ là thị xã Nebielianayou. Dân số năm 2006 là 7733 người.

## Các thị xã và làng xã
Adjoan, Aziga, Béto, Logo, Loro, Nago, Pala, Pinou, Sintiou và Zinou.